# Brachymeles wrighti
Brachymeles wrighti — вид сцинкоподібних ящірок родини сцинкових (Scincidae). Ендемік Філіппін.

## Поширення й екологія
Brachymeles wrighti відомі з типової місцевості, що лежить у районі міста Багіо на півночі острова Лусон, на висоті 900 м над рівнем моря.